# Duripelta borealis
Duripelta borealis är en spindelart som beskrevs av Forster 1956. Duripelta borealis ingår i släktet Duripelta och familjen Orsolobidae. Inga underarter finns listade i Catalogue of Life.